# Château fort de Chassignolles
Le château fort est un édifice situé à Chassignolles, en France.

## Localisation
Le château est situé sur le territoire de la commune de Chassignolles, dans le département  de la Haute-Loire, en région Auvergne-Rhône-Alpes.

## Description
Réalisation architecturale du XIIIe siècle dans l'esprit des constructions de Philippe Auguste. Construit entre 1240 et 1250, le château est remanié au  XVe siècle. Transformation des archères ; modification de la tour sud-est ; remaniement des logis et de la tour carrée. Au  XVIIe siècle, percement d'une porte ornée de pilastres au deuxième niveau de la tour Est. En 1860, le château est incendié. Le plan est constitué d'un rectangle avec une tour circulaire à chaque angle. A l'est et à l'ouest, en milieu de courtine, présence d'une tour carrée. Jusqu'à la fin du  XIXe siècle, la façade sud conserve un portail d'entrée aménagé dans une tour carrée. Des courtines s'élèvent au troisième niveau des tours. La rigueur géométrique du plan, la qualité des aménagements défensifs et résidentiels font de ce château un élément important de l'histoire de l'architecture militaire auvergnate.

## Historique
Le château est inscrit au titre des monuments historiques par arrêté du 7 février 1994.